# Angelino Alfano
Angelino Alfano (Agrigento, 31 oktober 1970) is een Italiaans politicus van Alternativa Popolare. Hij was onder meer actief als minister van Justitie (2008-2011), minister van Binnenlandse Zaken (2013-2016) en minister van Buitenlandse Zaken (2016-2018). Tussen 2013 en 2014 was hij tevens vicepremier.

## Biografie
Angelino Alfano is afgestudeerd in de rechten aan de Università Cattolica del Sacro Cuore in Milaan. Hij begon zijn politieke loopbaan bij de christendemocraten, waarvoor hij onder andere leiding gaf aan de Jeugdbeweging van Agrigento. Na de opheffing van de partij in 1994 werd hij lid van Forza Italia, de partij van Silvio Berlusconi. Namens die partij zou Alfano later (2005-2008) regionaal coördinator worden in Sicilië, als opvolger van Gianfranco Micciche.
In 2001 werd Alfano als afgevaardigde van de autonome regio Sicilië gekozen in de Kamer van Afgevaardigden. Hij werd vicevoorzitter van het Comité voor de Wetgeving. Bij de parlementsverkiezingen van 2006 werd hij herkozen, waarna hij plaatsnam in het Begrotingscomité van Montecitorio. In 2008 werd hij nogmaals verkozen als parlementslid, maar nu als lid van de nieuwe partij Volk van de Vrijheid.
Vanaf 8 mei 2008 was Alfano de Italiaanse minister van Justitie in het kabinet-Berlusconi IV. Met zijn toenmalige leeftijd van 37 jaar was hij de jongste minister van Justitie in de geschiedenis van de republiek Italië. Toen Berlusconi in april 2011 aankondigde in 2013 niet meer te zullen deelnemen aan de verkiezingen, noemde hij Alfani als mogelijke opvolger.
Na de parlementsverkiezingen van 2013 werd Alfano vicepremier en minister van Binnenlandse Zaken in de "grote coalitie" van Enrico Letta. De brede samenwerking was afgedwongen door president Giorgio Napolitano, die zich door beide kampen had laten overhalen een tweede termijn als staatshoofd te accepteren. Alfano werd in dit kabinet de zetbaas van Berlusconi, maar in oktober 2013 verzette hij zich tegen een poging van zijn partijleider om de coalitie op te blazen. Alfano kreeg genoeg senatoren van Volk van de Vrijheid achter zich om het kabinet-Letta overeind te houden. Daarmee bezorgde hij Berlusconi een grote nederlaag. Direct hierop vormde Alfano met zijn medestanders de partij Nieuw Centrumrechts.
Na het aftreden van het kabinet-Letta in februari 2014 behield Alfano zijn functie als minister van Binnenlandse Zaken in het kabinet van premier Matteo Renzi. Hij kreeg in deze periode onder meer te maken met grote immigratieproblemen tijdens de Europese vluchtelingencrisis. In december 2016 trad een nieuwe regering aan met Paolo Gentiloni als premier en Alfano als minister van Buitenlandse Zaken. Hij bekleedde dat ambt tot juni 2018. In maart 2017 werd Nieuw Centrumrechts ontbonden en richtte Alfano de partij Alternativa Popolare op.